# Rajd Andrewsa
Rajd Andrewsa, w historiografii amerykańskiej znany także jako wielki pościg lokomotywowy (ang. Great Locomotive Chase) – militarna akcja, która miała miejsce 12 kwietnia 1862 roku na północnych obszarach stanu Georgia w czasie amerykańskiej wojny secesyjnej. Grupa ochotników z armii Unii uprowadziła konfederacki parowóz z tendrem i kilkoma wagonami, mając zamiar dokonać zniszczeń na ważnej linii kolejowej Western & Atlantic (W&A), operującej na odcinku pomiędzy Atlantą w stanie Georgia a Chattanoogą w stanie Tennessee. Dywersanci byli ścigani przez inne parowozy i na koniec ujęci, przy czym kilku z nich zostało skazanych i powieszonych pod zarzutem uprawiania szpiegostwa i dywersji, a większość znalazła się wśród pierwszych kawalerów odznaczenia Medal Honoru.

## Podłoże akcji
Generał major Ormsby MacKnight Mitchel dowodził wojskami Unii w Tennessee. Wiosną 1862 roku zamierzał uderzyć na czele swej armii na południe, zająć miejscowość Huntsville w stanie Alabama, by następnie skierować się na wschód i spróbować zdobyć Chattanoogę w Tennessee. Cywil James Andrews – przemytnik szpiegujący na rzecz Unii – zaproponował generałowi przeprowadzenie dywersyjnego rajdu mającego na celu zakłócenie pracy linii kolejowej Western & Atlantic pomiędzy Chattanooga i Atlantą. Andrews zaangażował innego cywila – Williama Campbella, a ponadto 22 ochotników z oddziałów Unii z Ohio. Andrews polecił tym ochotnikom, by stawili się w miasteczku Marietta w Georgii o północy 10/11 kwietnia. W związku z tym, że tej nocy w okolicy miała miejsce ulewa, uczestnicy wyprawy – dla uniknięcia podejrzeń przebrani w ubrania cywilne i w dwuosobowych grupkach – przybyli na miejsce z 24-godzinnym opóźnieniem. Dwóch uczestników było zmuszonych wstąpić w Jasper w stanie Tennessee ochotniczo do armii Konfederacji, żeby odsunąć od siebie podejrzenia i nie uczestniczyli w dalszej akcji. Wszyscy pozostali, oprócz dwóch, którzy zaspali, zjawili się na peronie dworca w Marietcie w oczekiwaniu na pociąg do Chattanoogi, po czym wsiedli do tego pociągu.

## Pościg

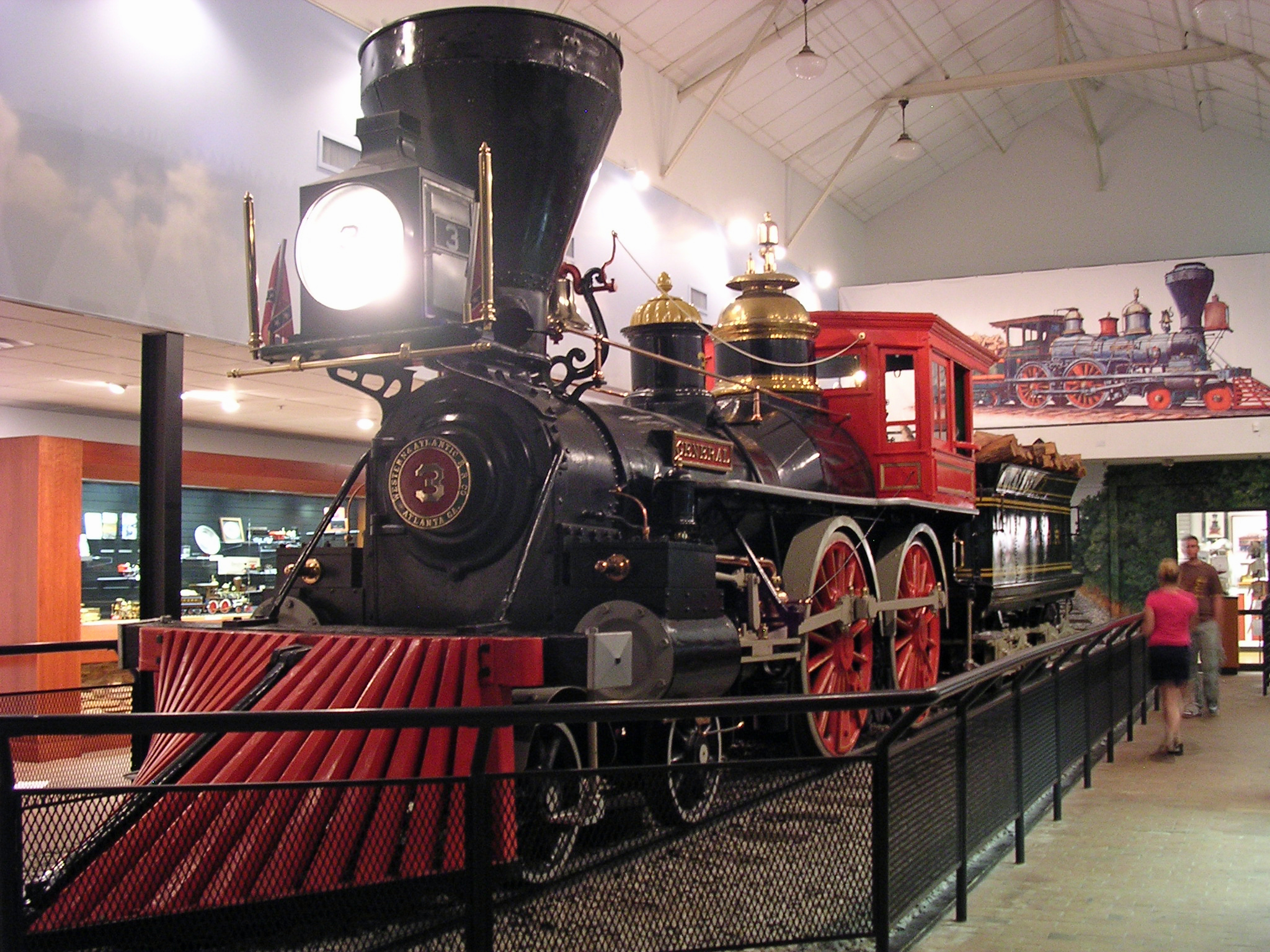
„General” – stan obecny w muzeum

O godzinie 4.15 rano 12 kwietnia pociąg pasażerski z lokomotywą o nazwie General (pol. „Generał”) zatrzymał się na przystanku Big Shanty (obecnie Kennesaw, Georgia), gdzie zwyczajowo zatrzymywano się na śniadanie. Andrews i jego grupa wykorzystali ten moment do uprowadzenia Generała wraz z trzema wagonami towarowymi (pasażerskie zostały odczepione). Ich zamiarem było poprowadzić pociąg na północ w kierunku Chattanoogi, na spotkanie nacierającej od zachodu armii Mitchela. Po drodze Andrews planował dokonać jak najwięcej zniszczeń rozkręcając tory, niszcząc zwrotnice, podpalając mosty i zrywając linie telegraficzne. Ludzie Andrewsa uruchomili Generała i opuścili Big Shanty na oczach zaskoczonych pasażerów, kolejarzy i przypadkowych świadków, a wśród nich licznych żołnierzy armii Konfederacji obserwujących zdarzenie z położonego obok torowiska obozu wojskowego.
26-letni konduktor pociągu William Allen Fuller rzucił się jednak z dwoma ludźmi w pościg za Generałem, początkowo pieszo, następnie używając drezyny o ręcznym napędzie. W okolicy mostu na rzece Etowah Fuller zauważył niewielki stary parowóz zakładów metalowych, o nazwie Yonah, którym zaraz ruszył w drogę, ścigając grupę dywersantów do węzła kolejowego w miejscowości Kingston. Uciekający tymczasem po drodze podawali się za specjalny pociąg z amunicją dla generała Beauregarda, zyskując wolny przejazd. W Kingston Fuller porzucił Yonah i przesiadł się na kolejny parowóz William R. Smith, goniąc dywersantów dalej w kierunku stacji kolejowej w Adairsville. Po przejechaniu sześciu mil od Kingston pościg natrafił na zerwane tory, więc grupa Fullera musiała ruszyć dalej na piechotę. Około dwie mile przed Adairsville Fuller napotkał jadący na południe pociąg towarowy, nad którym objął komendę (pociąg ten wcześniej ustąpił drogi uciekającemu Generalowi). Wagony zostały odstawione na boczny tor i parowóz Texas ruszył w dalszą pogoń za Generałem, jadąc na wstecznym biegu. W Calhoun do ścigających dołączyło 10 żołnierzy konfederackich, pod komendą kapitana W.J. Whitsitta z 1. Pułku Ochotników Georgii.
Oba parowozy przejechały na pełnej szybkości przez Dalton i Tunnel Hill. W kilku miejscach dywersanci pozrywali linie telegrafu, w rezultacie Południowcom nie udawało się powiadomić o rajdzie dowództwa konfederatów w Chattanoodze. Jednakże próba podpalenia krytego mostu nad rzeką Oostanaula nie powiodła się, z uwagi na deszcze, które namoczyły drewno. Jeden z wagonów Generala został podpalony i pozostawiony na moście, lecz Texas zepchnął go na najbliższy boczny tor. Uciekający nie podejmowali dalszych prób rozkręcenia toru, gdyż z powodu braku odpowiednich narzędzi nie dało się tego szybko wykonać. Na koniec, nieco na północ od Przełęczy Ringgold, w tendrze Generała zabrakło wody i opału, więc Andrews i jego ludzie porzucili parowóz i skierowali się pieszo w góry w nadziei uniknięcia pogoni i dotarcia do zbliżającej się armii unionistów. Ostatni członkowie załogi zawrócili parowóz naprzeciw pogoni, lecz ponieważ jechał on już z małą prędkością z powodu braku pary, maszynista Texas Peter Bracken również zdołał zmienić kierunek ruchu, po czym złapano porwaną lokomotywę.

## Po rajdzie
Andrews został schwytany wraz z pozostałymi dwudziestoma dwoma uczestnikami rajdu (ujęto nawet dwóch, którzy zaspali i nie wsiedli 12 kwietnia rano do pociągu, a następnie wstąpili do armii Konfederacji w celu uniknięcia wykrycia). Andrews został w Chattanoodze osądzony i uznany za winnego sabotażu. Powieszono go 7 czerwca w Atlancie. 18 czerwca siedmiu innych, którzy byli sądzeni w Knoxville, przetransportowano do Atlanty i również powieszono; ciała zostały pogrzebane w nieoznakowanym grobie (po wojnie pochowano ich z honorami na Cmentarzu Wojskowym w Chattanoodze). Ośmiu dywersantom udała się brawurowa ucieczka z więzienia. Po pokonaniu lasami ponad 160 km dotarli szczęśliwie do linii unionistów. Pozostała szóstka dotarła do swoich w wyniku wymiany jeńców 17 marca 1863 roku. Z pozostałych dwóch członków grupy, którzy zostali wcieleni do armii konfederackiej przed rajdem, aresztowany został także James Smith po dezercji swojego towarzysza, bez związku z rajdem, po czym został zwolniony.
Niemal wszyscy żołnierze uczestniczący w rajdzie zostali udekorowani Medalami Honoru (MoH), które pierwszym z nich wręczył sekretarz wojny Edwin M. Stanton. Jako pierwsi otrzymali Medale żołnierze, którzy powrócili w ramach wymiany jeńców. Andrewsowi i Campbellowi (jako cywilom) oraz dwóm innym żołnierzom medali nie przyznano.

## Żołnierze uczestniczący w rajdzie
Na czele poniższej listy znajdują się żołnierze odznaczeni Medalami Honoru. Wymienieni zostali według daty otrzymania orderu:
25 marca 1863
- szer. (później ppor.) Jacob Wilson Parrott (1843–1908)
- szer. (później kpt.) William Bensinger (1840–1918)
- szer. (później por.) Robert Buffum (1828–1871)
- sierż. (później kpt.) Elihu Harlam Mason (1831–1896)
- sierż. William Pittenger (1840–1904)
- kpr. (później por.) William Henry Harrison Reddick (1840–1903)

17 września 1863
- kpr. (później ppor.) Daniel Allen Dorsey (1838–1918)
- szer. (później por.) Mark Wood (1839–1866)
- szer. (później sierż.) Wilson Wright Brown (1837–1916)
- szer. William James Knight (1837–1916)
- szer. John Alfred Wilson (1832–1904)
- st.sierż. Marion A. Ross (1832–1862) (pośmiertnie; powieszony przez konfederatów)
- szer. Samuel Robertson (1843–1862) (pośmiertnie; powieszony przez konfederatów)
- szer. (później ppor.) John Reed Porter (1838–1923) (zaspał, nie brał udziału w rajdzie)
- kpr. (później sierż.) Martin Jones Hawkins (1830–1886) (zaspał, nie brał udziału w rajdzie)

6 lipca 1864
- szer. (później kpr.) James Smith (1844–1868) (przymusowo wcielony do armii konfederackiej nim dotarł do Marietty, nie brał udziału w rajdzie, aresztowany, później uciekł do swoich)[1]

20 lipca 1864
- szer. John Wollam (1840–1890)

4 sierpnia 1866
- sierż. John Morehead Scott (1839–1862) (pośmiertnie; powieszony przez konfederatów)

28 lipca 1883
- szer. Samuel Slavens (1831–1862) (pośmiertnie; powieszony przez konfederatów)

Trzej inni, którzy zgłosili się do udziału w akcji, ale medali nie otrzymali:
- kpr. (później sierż.) Samuel Llewellyn (1841–1915) (przymusowo wcielony do armii konfederackiej nim dotarł do Marietty, nie brał udziału w rajdzie, później uciekł do swoich)[1]
- szer. George Davenport Wilson (1830–1862) (powieszony przez konfederatów)
- szer. Charles Perry Shadrack (w rzeczywistości Phillip Gephart Shadrach) (1840–1862) (powieszony przez konfederatów; z powodu występowania pod przybranym nazwiskiem medalu nie przyznano)

## Linia W&A dzisiaj
Linia W&A niewiele zmieniła się od czasu słynnego pościgu z roku 1862. W miejscu, gdzie się rozpoczął, wznosi się tablica pamiątkowa przed budynkiem Big Shanty Museum w Kennesaw. Tablica wskazująca, gdzie się zakończył, stoi obok kamienia milowego 116.3, na północ od Ringgold.
Pomnik poświęcony uczestnikom rajdu Andrewsa znajduje się na Cmentarzu Wojskowym w Chattanoodze. Parowóz Generał jest jednym z głównych eksponatów Muzeum Wojny Secesyjnej i Historii Lokomotyw w Kennesaw, zaś Texas w atlanckiej „Cycloramie”.

## Rajd Andrewsa w kulturze
Pościg za dywersantami Andrewsa stał się podstawą do scenariusza niemego filmu Bustera Keatona Generał z roku 1927 i epopei Walta Disneya z roku 1956 pt. The Great Locomotive Chase, z Fessem Parkerem jako Andrewsem.
The Great Locomotive Chase to również utwór muzyczny napisany dla orkiestr symfonicznych przez kompozytora Roberta W. Smitha.